# One in a Million (musikalbum av Aaliyah)
One In a Million är R&B-sångerskan Aaliyahs andra album. Stora delar av albumet skrevs och producerades av Timbaland och Missy Elliott. Skivan släpptes 1996, då Aaliyah var 17. Den största hiten från albumet var If Your Girl Only Knew, som också var en av de första stora kommersiella framgångarna för Timbaland. Andra hits från den bästsäljande skivan är One In a Million och Hot Like Fire.

## Låtlista
1. Beats 4 Da Streets (Intro)
2. Hot Like Fire
3. One In a Million
4. A Girl Like You
5. If Your Girl Only Knew
6. Choosey Lover (Old School/New School)
7. Got To Give It Up
8. 4 Page Letter
9. Everythings Gonna Be Alright
10. Giving You More
11. I Gotcha' Back
12. Never Givin' Up
13. Heartbroken
14. Never Comin' Back
15. Ladies In Da House
16. The One I Gave My Heart To
17. Came To Give Love (Outro)

- Bonuslåt på skivan "Edition 2004": Come Over (feat. Tank)